# هيديتوشي ميوكي
هيديتوشي ميوكي (باليابانية: 三幸 秀稔) (23 مايو 1993 في ايشيكاوا في اليابان – )؛ هو لاعب كرة قدم ياباني سابق كان يلعب كلاعب وسط.

## وصلات خارجية
- هيديتوشي ميوكي على موقع رابطة كرة القدم اليابانية للمحترفين (اليابانية)
- هيديتوشي ميوكي على موقع قاعدة بيانات كرة القدم.إي يو (الإنجليزية)
- هيديتوشي ميوكي على موقع Soccerway.com (الإنجليزية)
- هيديتوشي ميوكي على موقع عالم كرة القدم.نت (الإنجليزية)